# Time Stalkers
Time Stalkers (クライマックス ランダーズ?, Climax Landers) è un videogioco di ruolo sviluppato da Climax Entertainment e pubblicato nel 1999 da SEGA per Sega Dreamcast.
Nonostante la trama tradizionale, il videogioco presenta un gameplay differente dai JRPG dell'epoca. In Time Stalkers compaiono alcuni personaggi presenti in Landstalker, Lady Stalker e nella serie Shining.